# Bất thường nhiễm sắc thể
Bất thường nhiễm sắc thể (tiếng Anh: Chromosome abnormality) là việc các nhiễm sắc thể bị khuyết thiếu, nhiều hơn hoặc có thành phần khác so với bộ nhiễm sắc thể (NST) bình thường. Việc bất thường này có thể xảy ra về mặt số lượng, khi số lượng NST xuất hiện ở một con số không thường thấy, hoặc về mặt cấu trúc khi một hoặc nhiều NST riêng lẻ bị thay đổi. Ngoài ra, cụm từ đột biến nhiễm sắc thể (tiếng Anh: Chromosome mutation) cũng từng được sử dụng với ý nghĩa chặt chẽ hơn, chỉ sự thay đổi trong cấu trúc nhiễm sắc thể của nhiều hơn một gen. Sự bất thường này có thể xảy ra khi có đột biến trong quá trình nguyên phân hoặc giảm phân, và các bất thường NST thường được phát hiện bằng cách so sánh kiểu nhân đồ với bộ NST được nghiên cứu thông qua xét nghiệm di truyền.

## Bất thường số lượng

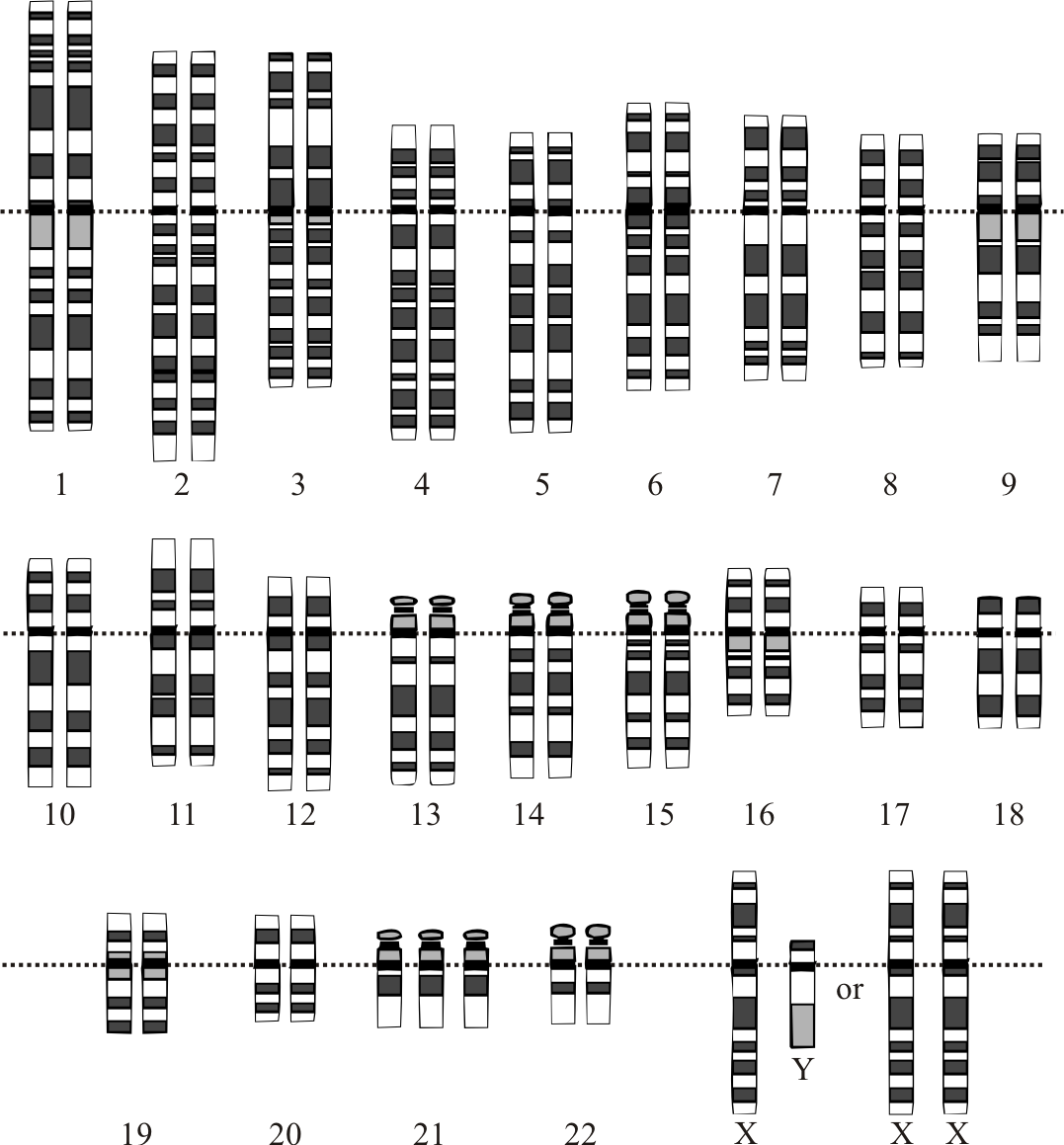
Kiểu nhân đồ của một người với bất thường ở bộ NST số 21, khi có 3 nhiễm sắc thể ở bộ này.

Khi số nhiễm sắc thể trong kiểu nhân đồ của một cá thể không bình thường, đây được gọi là thể lệch bội - trường hợp xảy ra khi cá thể đó hoặc thiếu một NST trong một cặp (thể đơn nhiễm), hay có nhiều hơn hai NST trong một cặp (thể ba, thế bốn hoặc hơn thế nữa). Thể lệch bội cũng có thể diễn ra với chỉ một phần của nhiễm sắc thể - hoặc thừa ra hoặc thiếu đi, và cũng có thể diễn ra ở nhiễm sắc thể giới tính như nhiễm sắc thể thường.
Một ví dụ cho thể ba ở người là hội chứng Down, gây ra do thừa một nhiễm sắc thể ở cặp NST số 21, nên hội chứng này cũng thường được gọi là Trisomy 21. Đối với thể đơn nhiễm là hội chứng Turner, khi cá thể được sinh ra chỉ với một nhiễm sắc thể giới tính X duy nhất.